# Avantgarde
Avantgarde foi uma banda de rock formada em 2003 em Madrid, Espanha, conhecida por suas melodias tristes e letras introspectivas.
A banda possui uma sonoridade próxima a de outros artistas como Radiohead, U2. Outras influências são The Smiths, The Cure, Echo And The Bunnymen. 

## Membros
- Victor Cobos - voz
- Miguel Gonhi - guitarra
- Phillippe D´Huart - baixo
- Carlos Piris - bateria

## Discografia

### Álbuns de estúdio
- 2004 - Super L, V2Music
- 2005 - Read Between the lines, V2Music

### Singles
de Super L
- 2004 - "Awake"
- 2004 - "Dostoievski"

de Read Between the lines
- 2005 - "Are you playing a game?"
- 2006 - "Ink"